# John Q
John Q (Brasil: Um Ato de Coragem ) é um filme de drama estadunidense de 2002 dirigido por Nick Cassavetes. O filme acompanha John Quincy Archibald (Denzel Washington), um pai e um marido cujo filho é diagnosticado com um coração ampliado e, em seguida, descobre que ele não pode receber um transplante porque o seguro não vai cobrir; portanto, ele decide tomar um hospital cheio de pacientes como reféns até o hospital colocar o nome do filho na lista de transplantes.
O filme também é estrelado por Robert Duvall, Anne Heche, James Woods, Ray Liotta e Eddie Griffin, entre outros. O filme foi filmado em Toronto, Hamilton, Ontário, e Canmore, Alberta, embora a história se passe em Chicago.

## Sinopse
John Quincy Archibald (Denzel Washington) é um pai e marido dedicado. Um dia seu filho, Mike, tem um mal súbito durante um jogo de baseball e é levado às pressas ao hospital onde é diagnosticado com cardiomegalia. O único tratamento seria um transplante de coração, porém John e sua esposa descobrem que seu seguro de saúde (do tipo HMO) não cobre o procedimento. Em desespero, a família faz tudo que pode para conseguir o dinheiro para a cirurgia, mas apesar de várias doações de amigos e conhecidos e de vender boa parte de seus pertences, a quantia não é suficiente para incluir o nome de Mike na lista de receptores.
Certo dia, o hospital informa que Mike receberá alta do hospital, já que não há mais nada que possam fazer por ele. Desesperada, Denise, esposa de John, telefone para o marido e exige que ele tome uma atitude. Com uma resolução extrema, John vai ao hospital e aborda o cirurgião cardíaco que atendeu seu filho e pede que ele faça a cirurgia como um favor. Quando o médico recusa, John saca uma arma e rende o médico, levando-o até a ala de emergência do hospital. Depois de bloquear a passagem entre a ala e o restante do hospital ele rende os funcionários e pacientes na sala de emergência e faz vários reféns, mas muitos conseguem fugir. 
Não muito tempo depois, a polícia chega e cerca o lugar e o tenente Frank Grimes (Robert Duvall), negociador de reféns, entra em contato com John, o qual exige que o nome de seu filho seja colocado na lista de receptores. Enquanto isso, John também tem que se preocupar com o estado dos reféns, já que alguns precisam de atendimento. Ele então decide aceitar o pedido de Grimes e soltar alguns reféns: uma mulher em trabalho de parto e seu marido e uma mulher com um bebê. 
Enquanto as horas passam, Grimes entra em contato com Rebecca Payne, diretora do hospital para se informar sobre a situação de Mike e analisar a exigência de John. Pressionado pelo Chefe de Polícia Monroe, Grimes aceita usar a esposa de John, Denise, para convencê-lo de que o nome de Mike estava na lista de receptores, o que não era verídico. Payne e Grimes falam com Denise no hospital e afirmam que o nome do menino será incluído na lista e que o hospital vai pagar pela cirurgia.  Enquanto isso, Monroe planeja enviar um sniper para dentro do hospital a fim de matar John e libertar os reféns, decisão com a qual Grimes não concorda e então Monroe o tira do caso. 
Emocionada, Denise liga para John, com a permissão da polícia, tudo parte de um plano para levar John a um local onde o atirador poderia atirar nele. Do lado de fora, uma equipe da mídia consegue invadir a transmissão da polícia e transmite ao vivo a operação ao vivo: o áudio da ligação, a comunicação dos policiais e do atirador e o vídeo da câmera de segurança do hospital. Na ligação, Denise conta a John que o nome de Mike está na lista e o casal comemora, mas logo depois Denise informa com tristeza que o menino está muito mal e que ela teme que ele não resista até conseguir um transplante. Em uma conversa muito emocionada, John tenta tranquilizar a esposa e depois pede para falar com o filho. O carinho e a emoção da conversa de John e Mike comove todos os ouvintes, inclusive Rebecca Payne, que acompanhava tudo pela televisão. 
Ao final da chamada, John enxugava as lágrimas quando vê o vídeo ao vivo na tv da sala de espera do hospital e consegue ver quando o policial se posiciona em uma saída de ar para atirar. Um tiro é disparado e John cai no chão. A polícia acredita que está tudo terminado e o atirador começa a cair dentro da clínica quando John se levanta, o tiro havia atingido apenas seu ombro. Ele vai até o atirador e o derruba no chão, conseguindo imobiliza-lo. 
Convencido de que a polícia não é confiável nessa situação, John vai até a porta do hospital, com o policial como refém e pede para falar diretamente com Grimes. A essa altura, John já tem o a apoio do público e até mesmo dos reféns. Quando ele conversa com Grimes, porém, encara a realidade de que sua situação não tem uma saída feliz, então ele pede que seu filho seja trazido para junto dele para então entregar os reféns. 
Mike é levado a ala de emergência e o Dr. Turner confirma que ele não tem muito tempo. John então propõe se matar e doar seu próprio coração para o filho. Apesar do médico achar a ideia absurda e todos na sala tentarem dissuadi-lo, John defende sua decisão com grande determinação, mostrando que está disposto a fazer qualquer coisa para salvar o seu filho e que está tomando uma decisão consciente neste sentido. O médico então aceita fazer a cirurgia alí mesmo imediatamente. O médico e mais alguns assistentes (que também eram reféns) vão com John até uma sala de cirurgia e se preparam para o procedimento enquanto John se prepara para tirar sua própria. Só então ele revela que a arma que carregava estava descarregada o tempo todo e que ele só carregava uma única bala em seu bolso, pois o tempo todo nunca pretendeu matar ninguém além de si mesmo. 
Enquanto isso, longe dali, uma mulher se envolveu em um acidente de carro e acabou morrendo. Como ela era doadora declarada, seu corpo é imediatamente levado a um hospital onde seus órgãos são retirados e seu coração se revela compatível com o pequeno Mike, sendo ele o único receptor compatível em todo o país.  
A notícia chega às mãos de um médico do hospital que corre para levar a notícia aos policiais e a Denise Archibald. Ela então tenta falar com John pelo rádio, mas ele, apesar de ouvir a voz dela no rádio, decide não falar com a esposa nesse momento e apenas desliga o aparelho. Ela, por sua vez, deduz o que pode estar acontecendo e corre em desespero em direção ao hospital, furando o bloqueio da polícia até chegar à porta, onde ela bate e grita para o marido dizendo que havia um coração disponível para Mike. 
Momentos depois, enquanto o helicóptero com o novo coração para Mike pousa no hospital, os reféns são liberados aos poucos e o próprio John parece se render. O chefe Monroe apressadamente se encarrega de levá-lo a fim de obter o crédito pela vitória, mas quando Grimes olha com atenção, percebe que o homem era apenas um dos reféns que era fisicamente parecido com John. O próprio John se disfarça de enfermeiro e acompanha Mike para o centro cirúrgico onde ele e Denise assistem à cirurgia. Grimes entra na sala de observação e entrega gentilmente as algemas a John, mas permite que ele continue assistindo a cirurgia. Finalmente, o Dr. Turner coloca o novo coração no peito de Mike e o vê funcionando perfeitamente, a equipe e, principalmente, John e Denise, comemoram o sucesso do procedimento.
O caso têm grande repercussão na mídia e levanta um debate sobre a eficiência do sistema de saúde americano, que desfavorece os mais pobres e necessitados. 
Meses depois, John é levado a julgamento pelos seus atos. Mike, agora já recuperado, assiste ao julgamento, assim como os próprios reféns de John. O júri inocenta John de parte das acusações, mas o declara culpado pelo sequestro e aprisionamento dos reféns, fato que era indiscutível, apesar das circunstâncias. A advogada de John calcula uma penas de dois a cinco anos, mas John não se importa com a sentença, sua preocupação era a sua família e seu filho estava seguro e saudável agora. Denise o abraça e diz estar orgulhosa do que ele fez. Do lado de fora, John é transportado em um carro da polícia e Mike, ao ver o carro passar, passa pela multidão de repórteres e pelo bloqueio da polícia e chama o pai, dizendo obrigado e John mantém os olhos no filho quando o menino o olha com admiração enquanto o carro se afasta. 

## Elenco
| Ator ou Atriz         | Personagem                |
| --------------------- | ------------------------- |
| Denzel Washington     | John Quincy Archibald     |
| Kimberly Elise        | Denise Archibald          |
| Daniel E. Smith       | Michael 'Mike' Archibald  |
| James Woods           | Dr. Raymond Turner        |
| Anne Heche            | Rebecca Payne             |
| Robert Duvall         | Tenente Frank Grimes      |
| Ray Liotta            | Chefe Gus Monroe          |
| Shawn Hatosy          | Mitch Quigley             |
| Heather Wahlquist     | Julie Bird                |
| David Thornton        | Jimmy Palumbo             |
| Laura Harring         | Gina Palumbo              |
| Troy Beyer            | Miriam Smith              |
| Kevin Connolly        | Steve Maguire             |
| Troy Winbush          | Steve Smith               |
| Vanessa Branch        | Enfermeira                |
| Eddie Griffin         | Lester Matthews           |
| Larissa Laskin        | Dr. Ellen Klein           |
| Ethan Suplee          | Guarda Max Conlin         |
| Obba Babatundé        | Sargento Moody            |
| Paul Johansson        | Tuck Lampley              |
| Dina Waters           | Debby Utley               |
| Keram Malicki-Sánchez | Freddy B.                 |
| Stephanie Moore       | Enfermeira                |
| Gabriela Oltean       | Mulher que dirige uma BMW |

## Produção
Em comentário do DVD Blu-ray sobre as cenas deletadas com Cassavetes e escritor James Kearns, o tema principal do filme foi considerado "um milagre e a fé de João em Deus criando o milagre". Eles também mencionaram como assessores da equipe da SWAT para o filme relacionado um verdadeiro incidente semelhante em Toronto, em que um homem (Henry Masuka) levou um refém ER depois que não iria fornecer o serviço de imediato ao seu filho recém-nascido na véspera do Ano Novo de 1999. Quando ele saiu do ER ele foi morto a tiros e encontrado para estar carregando uma arma de chumbo descarregado. http://www.cbc.ca/news/story/2001/04/17/inquest_masuka010417.html
No fim dos créditos, o diretor Nick Cassavetes dedica o filme para sua filha, Sasha.
John Q era o título original de Cidadão Kane.